# Convoi Z du 15 janvier 1944
Le convoi Z du 15 janvier 1944 (pour Zigeuner, Tsigane) est le vingt-cinquième convoi de déportation à quitter, au cours de la Seconde Guerre mondiale, le territoire belge en direction d'Auschwitz-Birkenau,,. Participant ainsi au Porajmos (nom Romani de l'holocauste).
Le convoi emmenait 351 personnes dont Jacqueline Valdoche, née le 15 décembre 1943, petite Tsigane âgée de trente jours. Elle sera la plus jeune enfant de la déportation belge. Parmi les déportés, 145 avaient été raflés dans le Nord de la France et se déclaraient français, 121 étaient des ressortissants belges. Ces rafles furent ordonnées par Heinrich Himmler à l'autorité militaire basée à Bruxelles et ayant dans sa juridiction le Nord de la France et la Belgique. Elles furent perpétrées par des feldgendarmes sous les ordres de Ernst Ehlers et de Kurt Asche. Les principales villes touchées par ces rafles furent Tournai, Roubaix, Arras, Hénin. Les personnes arrêtées furent conduites à la caserne Dossin où ils séjournèrent plusieurs semaines avant d'être déportés au départ de Malines, le 15 janvier 1944. Seuls douze d'entre eux survécurent à la guerre.
La déportation des Tsiganes est assez mal documentée au regard de celle concernant les Juifs. Pourtant, 500 000 tsiganes sur les 700 000 que comptait l'Europe lors de la Seconde Guerre mondiale furent exterminés dans des camps de concentration. Durant l'année 1943, deux autres convois Z avaient quitté le territoire belge : le convoi Z1 du 13 décembre 1943 et le convoi Z3 du 19 avril 1944.